# Dějiny výuky práva v Olomouci

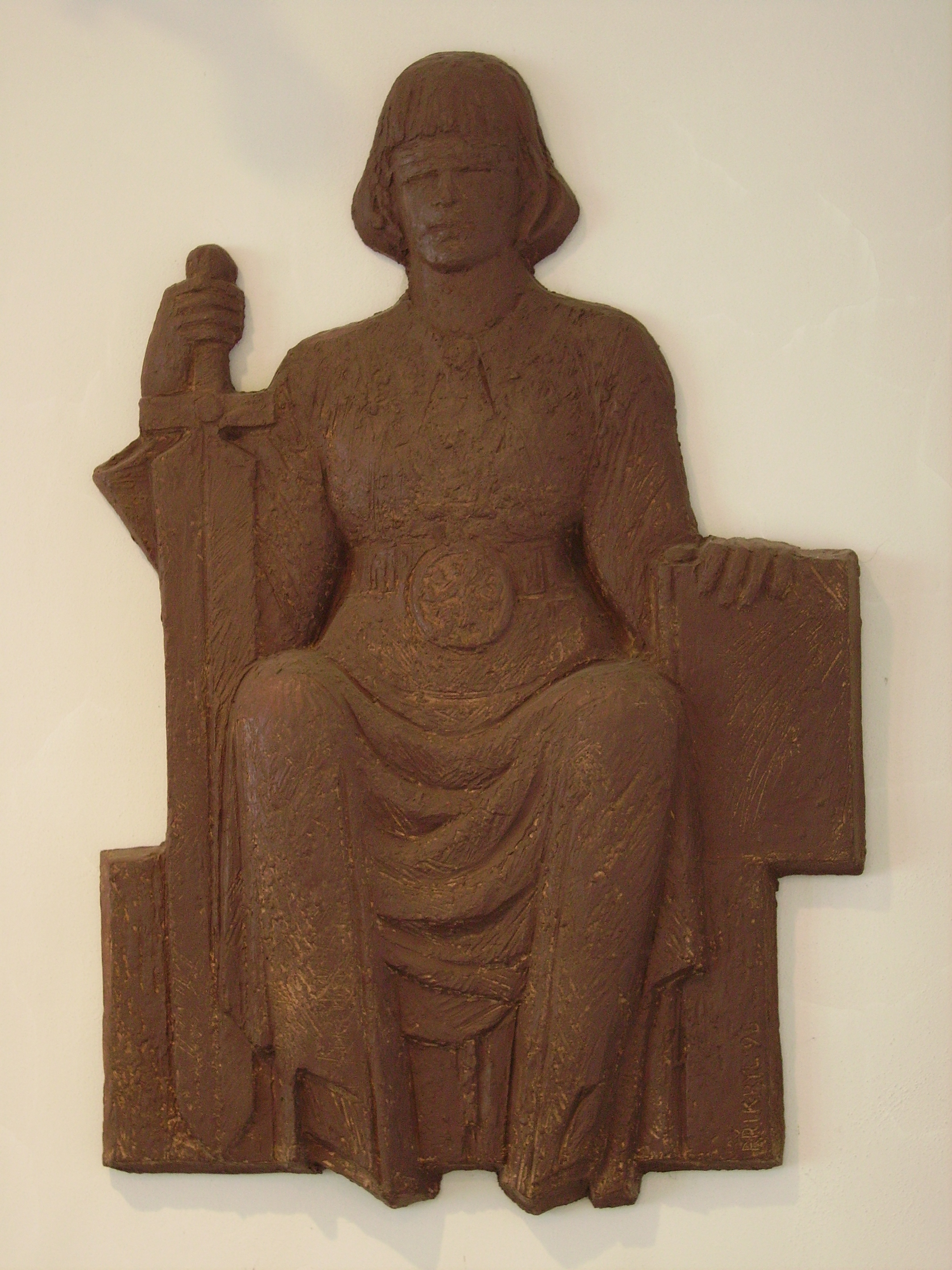
Emblém Právnické fakulty Univerzity Palackého v plastickém provedení

Zahájení výuky světského práva v Olomouci si vymohly v roce 1679 moravské stavy. Olomoucká právnická škola nabyla na významu zejména v letech 1748–1792, kdy se Olomouc stala předním centrem osvícenství v habsburské monarchii, a pak opět po navrácení univerzitních privilegií po roce 1827. Profesoři a studenti právnické fakulty patřili k nejaktivnějším stoupencům revoluce roku 1848. Následovalo uzavření fakulty v září 1855. Zákon o obnovení univerzity v Olomouci z roku 1946 předpokládal i znovuotevření právnické fakulty, avšak k jeho naplnění mohlo dojít až po sametové revoluci roku 1991, kdy byla zřízena Právnická fakulta Univerzity Palackého.

## Právnická studia

### Profesura jezuitské univerzity
Olomoucký biskup Stanislav Pavlovský přišel po roce 1580 s myšlenkou rozšířit výuku vedle již vyučované teologie a filosofie také o právo a medicínu. Tehdejší rektor Bartoloměj Villerius s tím souhlasil. Zřízení všech fakult v Olomouci podpořil roku 1588 česky psanou listinou i císař Rudolf II., nakonec ale nápad ztroskotal na nedostatku financí. Trvalo téměř sto let, než začala samotná výuka práva. Nejprve v roce 1667 byla zavedena výuka kanonického práva. Tu prováděli jezuitští profesoři výhradně na teologické fakultě.
V roce 1678 dal císař Leopold I. oficiální svolení k zahájení výuky světského práva na olomoucké univerzitě. Prvním vyučujícím byl olomoucký rodák a právník Karel Ferdinand Irmler, který v Olomouci začal přednášet 3. ledna 1679, přičemž dříve přednášel ve Vídni. Irmler dostával za přednášky 150 zlatých ročně s tím, že přednášel pouze studentům imatrikulovaným na univerzitě. Založení samostatných právnických studií na univerzitě nesli jezuité velmi nelibě. Následující desetiletí se vyznačovala řevnivostí mezi profesory církevního práva z teologické fakulty a profesory světského práva placenými přímo moravskými stavy. Spory s jezuitským rektorem došly tak daleko, že si stavy vymínily, aby Irmler přestal přednášet kanonické právo a vyučoval výhradně podle vlastních tezí. To s sebou přineslo za následek zákaz přednášení na univerzitě – Irmler pokračoval přednáškami vedenými ve svém bytě.
Pokračování výuky práva si vyžádalo intervenci císaře: Leopold I. vydal v roce 1691 dekret, díky kterému následník Irmlera doktor obojího práva a doktor filosofie Jiří Tobiáš Alberti mohl přednášet nejen soukromě, ale i veřejně. Současně se o rok později museli jezuité podvolit vládnímu tlaku a zapsali Albertiho jakožto člena akademie (nikoliv však jako řádného profesora). Spory se dále vyhrocovaly, zejména když profesor práv Kryštof Josef Hollandt chtěl vyučovat nejen právo světské, ale i kanonické. Proti tomu jezuité podali protest, v reakci na což byl vydán v roce 1696 další dekret potvrzující výuku obojího práva. Hollandtova nástupce Bernarda Jindřicha Germetena pak jezuité už vůbec odmítli jmenovat. Zatímco vyučoval od roku 1705, jmenování se dočkal až roku 1708 z rukou hejtmana v budově zemského soudu, kde také konal přednášky.
S cílem předejít dalším sporům s jezuity bylo v roce 1709 rozhodnuto, že jmenování profesorů práva olomoucké univerzity napříště přísluší pouze císaři, přičemž plat poskytují moravské stavy. V roce 1714 bylo dalším císařským dekretem Karla VI. nově nastoupivšímu profesoru Pavlu Vodičkovi zajištěno čestné místo v hierarchii mezi profesory teologické a filozofické fakulty. Byla mu garantována pozice hned za děkanem, před profesory a doktory teologie. Současně dekrety z let 1722 a 1724 zajistily povinnost imatrikulovat profesory práva do všeobecného alba univerzity, studenty práv pak do zvláštního právnického alba. V roce 1725 si moravské stavy vymínily zřízení Stavovské akademie, kde také působili univerzitní profesoři práva (stavovská akademie působila v Olomouci do roku 1847, kdy byla přeložena do Brna a stala se pozdějším základem německé techniky). V roce 1732 se Olomouc stala prvním městem v habsburské říši, kde se začalo na samostatné katedře vyučovat veřejné a lenní právo. O dva roky později byla výuka rozšířena i o právo trestní. Celkově výuku zajišťovali tři profesoři na stálých postech Professor juris publici, Primarius professor juris ordinarius a Secundarius professor juris. Silná jezuitská reakce pak byla zřejmě příčinou založení první osvícenské společnosti v rámci habsburských zemí, kterou se v roce 1746 stala Societas eruditorum incognitorum in terris Austriacis v Olomouci, vydávající Monatliche Auszüge, první vědecký časopis na území monarchie.
Opakované žádosti o zřízení fakulty právnické a lékařské (1728, 1733, 1736, 1740, 1746) byly zamítnuty císařovnou s tím, že by jim mohlo být vyhověno jen v případě uzavření fakulty v Praze či Vídni. V polovině 18. století se počty studentů práva pohybovaly kolem pěti desítek (pro srovnání: filosofů bylo téměř desetkrát více). Postavení právnické profesury v Olomouci se však výrazně zhoršilo nařízením Marie Terezie z roku 1755, podle kterého advokátem a právníkem na Moravě a ve Slezsku mohli být pouze absolventi úplných právnických studií. To vedlo k reorganizaci studia: výuka se téhož roku rozšířila i na právo mezinárodní, veřejné a přirozené, vyučované podle Grotia a Vitoria, historii a státovědu Imperii Romano-Germanici vyučované podle Johanna Jacoba Mascova, a došlo k prodloužení výuky na tři roky, přičemž probíhala 10 měsíců ročně.
Od poloviny 18. století se stupňoval tlak státu na univerzitu, který vedl k zavedení direktorů namísto děkanů a k prosazování nejezuitských profesorů. Císařovna také rozhodla, že Rectora Magnifica bude volit akademická obec. Nicméně i volba v roce 1765 vedla k obsazení pozice teologem, načež se císařovna rozhodla vzít celou věc pevně do svých rukou, a v roce 1766 jmenovala prvního světského rektora, profesora práv Johanna Heinricha Bösenselleho.
Od roku 1766 byli studenti práva zapisováni do univerzitní matriky (doposud měli svou vlastní). O dva roky později začal na univerzitě působit Josef Vratislav Monse, pozdější významný moravský osvícenec, buditel a právní teoretik. Od roku 1770 se obsah přednášek profiloval po vzoru Vídeňské univerzity. O rok později došlo k významné změně – po více než 103 letech byla ukončena oddělená výuka církevního práva na teologické fakultě a byla nahrazena výukou práva kanonického a římského světskými profesory, přičemž těchto přednášek se měli účastnit také studenti teologie, kterých bylo přibližně šestkrát více než studentů práva.
Ještě než došlo ke zrušení jezuitského řádu, byla na univerzitě ustavena nová stolice politických a kamerálních věd (s Handlungs-, Finanz-, a Polizey- wissenschaft), která se nejprve stala součástí filozofické fakulty, po roce 1780 pak fakulty právnické. Její absolvování bylo podmínkou pro službu v zeměpanských úřadech.

### Profesura státní univerzity
V roce 1773 papež Klement IX. rozpustil jezuitský řád; většina majetku jezuitů připadla do tzv. Studijního fondu (kromě olomoucké univerzity také univerzita v Praze a celkem 57 gymnázií), který se měl stát základem pro budoucí školskou reformu na území monarchie. Zestátnění s sebou přineslo zásadní změnu co se týče vyučovacího jazyka – latina byla až na výjimky nahrazena němčinou. Čeština se začala výrazněji prosazovat až od 30. let 19. století, v souvislosti s národním obrozením. Co se práva týče, tak se latinsky vyučovalo jen civilní právo římské.
V téže době na filosofické fakultě působil slovinský filosof Franz Samuel Karpe, který později ve Vídni sepsal pojednání o filosofii práva.

### Direktorium státní univerzity
V roce 1778 došlo ke krátkodobému přeložení univerzity do Brna, a to zejména pro vážné nedostatky v jejím řízení kancléřem baronem Františkem Šubířem z Chobyně v důsledku přetrvávajícího vlivu jezuitů na vedení univerzity. Současně s přeložením bylo zřízeno direktorium pro právnická studia.
Univerzita v Brně nepobyla dlouho – přispěním prvního olomouckého arcibiskupa hraběte Antonína Theodora Colloredo-Waldsee byla již v roce 1782 navrácena zpět. Současně však panovník Josef II. rozhodl, že univerzity budou pouze v Praze, Vídni a Lvově, v důsledku čehož byla olomoucká univerzita degradována na akademické lyceum (podobně jako například univerzity v Innsbrucku nebo Štýrském Hradci).

## Fakulta lycea
Spolu s navrácením do Olomouce došlo ke zřízení stolice vlasteneckého práva, tedy moravského práva a moravských právních dějin. Prosadil ji profesor Monse v roce 1782, avšak o čtyři roky později byla zrušena.
V roce 1784 se direktorium stalo fakultou, ale bez privilegia promovat doktory (to zůstalo pouze teologické fakultě, privilegium promovat doktory filosofie a práva bylo odebráno v roce 1783). Fakultou se stalo zvláštním způsobem – dosavadní fakulty filosofie a teologie přišly o děkanáty a zůstal jim pouze prodirektorát, který již mělo také právnické studium. Císařské nařízení také zkrátilo výuku práva na dva roky (přirozené, veřejné a občanské právo se vyučovalo podle Karla Antona von Martiniho, lenní právo podle Hommela, státopráva podle Johanna Stephana Püttera, dějiny římské říše, Instituce a Digesta podle Johanna Gottlieba Heineccia), přičemž bylo výslovně zakázáno dokončit studium v kratší době. Zkoušky složené v Olomouci však byly platné na ostatních univerzitních fakultách, takže zájemci o právnické profese mohli získat titul v Praze, Vídni, nebo Freiburgu.
- 1. ročník – encyklopedický všeobecný přehled, základy právní filosofie, trestní právo, náboženská věda, statistika
- 2. ročník – římské právo, církevní právo, ekonomie
- 3. ročník – rakouské civilní právo, právo lenní, obchodní a směnečné
- 4. ročník – politické vědy, politické právní předpisy, soudní proces, smluvní styl (Geschäftsstil)

Skladba výuky v letech 1829–1832
- 1. ročník – přirozené soukromé právo, státní, mezinárodní a trestní právo, evropská statistika, rakouská statistika
- 2. ročník – římské právo civilní, církevní právo
- 3. ročník – všeobecný zákoník občanský, lenní právo, obchodní a směnečné právo
- 4. ročník – politické vědy, politické právní předpisy, soudní proces, transakční styl

Za vlády Leopolda II. došlo k prodloužení studia na tři roky a také k ustavení stolice trestního práva v roce 1792. Ve stejném roce pro nemoc ukončil přednášky Monse; jeho smrtí o rok později došlo také k definitivnímu ukončení přednášek o moravském právu.
V roce 1802 měla fakulta 107 studentů (pro srovnání na pražské fakultě jich bylo 153). V roce 1804 došlo k změně skladby studia, a to v následující posloupnosti: (1) právo přirozené, státní a trestní; (2) právo římské a dějiny Říše; (3) církevní, veřejné a soukromé právo; (4) vědy politické a rakouské civilní právo. S rozpadem Říše (1806) odpadla jak výuka jejího práva, tak i dějin.
Plnohodnotná výuka práva rovnocenná univerzitnímu studiu o délce 4 let byla zavedena v roce 1810. Současně bylo vyučování rozšířeno také o statistiku (v prvním roce), právní teorii, obchodní a směnečné právo a soudní řád a politickou vědu (v roce posledním). Předpokladem udělení doktorského titulu bylo složení čtyř rigorózních zkoušek (zahrnujících také statistiku a politickou vědu).

## Fakulta Františkovy univerzity
V roce 1827 olomoucký arcibiskup Rudolf Johannes Joseph Rainier von Habsburg-Lothringen přesvědčil svého bratra císaře Františka I. k povýšení lycea zpět na univerzitu. Současně s tím bylo přiznáno právo promovat doktory práva (podobně jako v Innsbrucku a Štýrském Hradci). V roce 1833 byl pak jmenován první děkan Právnické a státovědné fakulty C. k. Františkovy univerzity v Olomouci (dosud byla fakulta řízena direktorem). Mottem právnické fakulty v této době bylo Iustitia fundamentum regnorum (Spravedlnost základem říši).
Revoluční hnutí roku 1848 nalezlo živnou půdu na olomoucké univerzitě. Zatímco profesoři teologické fakulty se od revoluce distancovali, na fakultách filosofie a práva našla nemálo zastánců. V březnu studenti s profesory napsali petici císaři, ve které se kromě jiného domáhali výuky v druhém zemském jazyce a rozšíření akademických svobod. Na konci téhož měsíce studenti vytvořili ozbrojenou Akademickou legii o dvou rotách čítajících celkem 382 mužích (1. rota se skládala z právníků, druhá z filozofů a chirurgů). Řada jejich členů na konci května odjela do Vídně podpořit akce tamějšího revolučního studentstva. Studenti se sdružovali ve spolcích, zvláště v Slovanské lípě a své názory zveřejňovali v prvních olomouckých novinách Die neue Zeit (německy) a Prostonárodní holomoucké noviny (česky). Mezi nejaktivnější stoupence revoluce patřil profesor přirozeného a trestního práva Jan Koppel (také zástupce univerzity v moravském zemském sněmu, později jeho předseda). Současně s prosazováním společných revolučních cílů probíhala na univerzitě ideová válka mezi zastánci velkoněmecké koncepce a zastánci austroslavistické koncepce revoluce.
Obrat nastal v říjnu 1848, kdy byla nejen poražena revoluce, ale navíc se na půl roku do Olomouce nastěhoval císař s celým svým dvorem. Postupně došlo k odklizení zastánců revoluce z univerzity. Profesoři byli odvoláni a studenti různě perzekvováni a šikanováni, nejradikálnější byli odvedeni k vojsku. Mezitím konzervativní profesoři, zejména z teologické fakulty, těžili ze svého dřívějšího odstupu od revolučního dění.
V důsledku toho, že vídeňská univerzita odmítla přijímat studenty z Moravy a Slezska, stejně jako faktu, že studentům filosofie bylo umožněno zapsat se současně ke studiu práva, došlo v porevolučním období ke krátkodobému vzrůstu počtu studentů právnické fakulty až na 250, tedy dvojnásobek předrevolučního období. Došlo také k zavedení vyučování horního práva, politické aritmetiky, filosofie a dějin. V roce 1849 byla dokonce ustavena stolice občanského práva v českém jazyce.
V roce 1851 došlo k uzavření filosofické fakulty. Její uzavření přečkaly katedry historie a filosofie, které byly přičleněny k právnické fakultě. Nikoliv však na dlouho:
| „ | Jeho výsost ráčila 10. srpna 1855 naříditi, že s počátkem studijního roku 1855-56 bude rozpuštěna Právnická a státovědná fakulta v Olomouci … K provedení tohoto rozhodnutí nařizuje Ministerstvo vzdělávání rozpuštění Akademického senátu a Profesorského kolegia Právnické a státovědné fakulty Olomoucké univerzity ke dni 20. září 1855… | “ |

Právnická fakulta byla uzavřena na začátku školního roku 1855/1856 a univerzita jako celek zrušena dekretem roku 1860; pouze teologická fakulta nebyla zrušena, spolu s univerzitní knihovnou zachovávaly kontinuitu mezi starou olomouckou univerzitou a později obnovenou Univerzitou Palackého v Olomouci (do roku 1875 také lékařsko-chirurgické studium v Olomouci). Profesoři práv byli přeloženi na právnické fakulty do Krakova, Lvova, Štýrského Hradce, Innsbrucku. Regálie univerzity získala univerzita v Innsbrucku – její právnická fakulta dodnes používá žezlo děkana olomoucké právnické fakulty zhotovené roku 1833 jako své vlastní a žádosti o jeho vrácení, které byly poprvé vzneseny již v roce 1918, odmítá. Pravidelně se objevující snahy o obnovení univerzity ztroskotávaly jak na nevraživosti mezi Čechy a Němci, tak i na tradiční rivalitě mezi Olomoucí a Brnem. Po vzniku samostatného Československa pak byla dána přednost většímu a významnějšímu Brnu, kde byla založena Masarykova univerzita; pouze poslanec Stojan navrhoval za její sídlo Olomouc.

## Fakulta Univerzity Palackého
Přestože zákon č. 35/1946 Sb. ze dne 21. února 1946, o obnovení univerzity v Olomouci, předpokládal i obnovení právnické fakulty, k jejímu ustavení nedošlo. Zahájení činnosti právnické fakulty mělo být totiž provedeno následně ministerským nařízením, které však nebylo vydáno. Přispěl k tomu zřejmě i tehdejší rektor univerzity, filosof a sociolog Josef Ludvík Fischer, který se snažil na místo právnické prosadit založení fakulty sociálně ekonomické. Po převzetí moci komunisty v roce 1948 už pak obnovení fakulty vůbec nepřicházelo v úvahu. Určité snahy opět vyvstaly v období Pražského jara, ovoce však nepřinesly.
| „ | Prozatímní Národní shromáždění republiky Československé, chtějíc odčiniti nepřátelské akty rakouských vlád proti starobylé univerzitě olomoucké, usneslo se na tomto zákoně… | “ |

Zákon z roku 1946 mohl dojít faktického naplnění až po sametové revoluci a k obnovení činnosti právnické fakulty došlo až v roce 1991, zasloužil se o to tehdejší rektor Josef Jařab. Prvním děkanem byl Miroslav Liberda a sídlem fakulty se staly budovy bývalého sídla Okresního výboru KSČ na třídě 17. listopadu, kde se nachází dodnes.
Po obnovení fakulty nebyla úroveň její výuky přirozeně srovnatelná se stávajícími právnickými fakultami v Praze a v Brně. Svou roli mohlo hrát to, že řada profesorů a docentů, kteří zde přednášeli, současně působila i jinde, a to se odrazilo na relativně menším počtu profesorů a docentů v hlavním pracovním poměru. Situace došla v roce 1998 až tak daleko, že bylo navrženo, aby byla fakultě odejmuta akreditace magisterského studijního oboru Právo a byla zahájena výuka pouze bakalářského oboru, roku 1999 ale akreditační komise doporučila akreditaci magisterského studijního oboru na další 4 roky. V roce 2001 se stal děkanem Michal Malacka, jemuž se i přes opakující se problém s akreditací v roce 2003 povedlo fakultu stabilizovat, přičemž došlo k akreditaci dalších bakalářských oborů a rozšíření klinického vyučování. Bylo započato i akreditační řízení pro doktorské studijní programy, avšak tehdy ještě bez výsledku.
V roce 2007 byl děkanem zvolen těsnou většinou 8 hlasů z 15 akademickým senátem Ivo Beneda, proti čemuž se postavila většina akademické obce a rektor univerzity jej následně odmítl jmenovat. V opakované volbě byla plným počtem hlasů zvolena, a později i jmenována, Milana Hrušáková, které se v poměrně krátké době povedlo dovršit akreditace doktorského studia a výrazně reformovaného pětiletého programu Právo. Podle nové děkanky se tehdy potvrdila pozice olomoucké právnické fakulty jako „… třetí nejlépe hodnocené právnické fakulty v republice“.

## Osobnosti

### Významní vyučující
(chronologicky)
- Karel Ferdinand Irmler – první lektor práva na Olomoucké univerzitě (od 1679)
- Jiří Tobiáš Alberti – druhý lektor práva na Olomoucké univerzitě
- Kryštof Josef Hollandt – vyučujícího světského i kanonického práva 1695–1705, autor původního komentáře k Institucím
- Bernard Jindřich Germeten – vyučující 1705–1708, pro spory s jezuity oficiálně jmenován až 1708
- František Langer – lektor v letech 1709–1712, první jmenovaný přímo císařem v reakci na neochotu jezuitů tolerovat výuku světského práva
- Pavel Vodička – lektor 1713–1731, císařským dekretem zajištěno čestné místo v hierarchii mezi profesory filosofie a teologie v pozici hned za děkanem, před profesory a doktory teologie
- František Šimkovský – první profesor, který byl jmenován v auditoriu koleje
- František Heinz 1731–1757
- Gottfried Scheikhart
- Johann Heinrich Bösenselle – první nejezuitský rektor Olomoucké univerzity (1766–1767), spolu s prof. Jur. Dr. Josefem Antonínem Sommerem v roce 1755 rozšířili výuku z práva kanonického a světského i na právo mezinárodní, veřejné a přirozené.
- Josef Vratislav Monse – významný vyučující od roku 1768, patron každoroční konference Monseho olomoucké právnické dny
- Johann Nepomuk Kniebandl von Ehrenzweig – nařízením Marie Teresie jako první vyučující vyučoval kanonické právo i studenty teologické fakulty
- Maximilian Füger – rektor v Olomouci a Lvově
- Leopold Schulz von Straßnitzki – kamerálních vědy, hejtman
- Christoph von Passy – autor statistiky a podrobné mapy Moravy a Slezska, direktor fakulty 1802–1815, rektor 1797
- Josef Helfert – vyučující 1815–1820, později vyučoval v Praze římské a církevní právo, autor učebnice církevního práva (Handbuch des Kirchenrechtes)
- Vincenz August Wagner – rektor, autor rakouského směnečného práva, zakladatel časopisu rakouské právní vzdělanosti
- Anton von Gapp – direktor fakulty 1826–1834, rektor 1821
- Gustav Franz von Schreiner – rektor 1825, později děkan právnické fakulty a rektor univerzity ve Štýrském Hradci
- Franz Fischer – zakladatel české komercionalistiky
- Jeroným Scari von Cronhof – vyučující 1830–1842, specialista na právní poměry židů
- Jan Koppel – přirozené a trestní právo, děkan, rektor 1845, předseda Moravského zemského sněmu
- Theodor von Pachmann – rektor Olomoucké univerzity 1841 a 1849, výrazně přispěl k odloučení církve od státu
- Adolf Ficker – významný rakouský statistik
- Jan Helcelet – revolucionář, zástupce na Slovanském sjezdu a později v Říšské radě
- František Weiss – rektor Olomoucké univerzity 1852
- Antonín Beck – vyučující občanského práva, prvního předmětu oficiálně vyučovaného v českém jazyce (1849)
- Adalbert Theodor Michel – soukromé právo, železniční právo, rodinné právo, rektor 1854

### Významní posluchači
(chronologicky)
- Martin Johann Wikosch – rektor v Innsbrucku a v Olomouci, děkan ve Vídni
- Ignaz Beidtel – dějepisec rektor
- Johann Karl Nestler – nestor českého polního hospodářství
- Joseph Alois von Helm – rektor, první děkan
- Jan Vlk – revolucionář, básník
- Rudolf Eitelberger von Edelberg – zakladatel Vídeňské školy dějin umění
- Peter von Rittinger – vynálezce tepelného čerpadla
- Edmund Schebek – historik
- Polykarp Koller
- Eduard Friedrich Schwab
- Arnošt Förchtgott – revolucionář, skladatel
- Wendelin Hugo Landt
- František Zapletal
- Ferdinand Bischoff – zakladatel moderní rakouské právní historiografie